# Saint-Laurent-des-Arbres
Saint-Laurent-des-Arbres é uma comuna francesa na região administrativa de Occitânia, no departamento de Gard. Estende-se por uma área de 16,35 km², com 1 743 habitantes, segundo os censos de 1999, com uma densidade de 106 hab/km².